# Martinus Nijhoff
Pour les articles homonymes, voir Nijhoff.
Martinus Nijhoff (La Haye, 20 avril 1894 – La Haye, 26 janvier 1953) est un poète, dramaturge, traducteur et essayiste néerlandais.

## Biographie
Martinus Nijhoff est né à La Haye en 1894 ; il était le fils de l'éditeur Wouter Nijhoff et de Johanna Alida Seijn. Son grand-père, dénommé lui aussi Martinus Nijhoff, fut le fondateur de la maison d’édition Nijhoff à La Haye et il fut un des créateurs du quotidien libéral Het Vaderland. Martinus Nijhoff (le petit-fils) a étudié le droit à Amsterdam, puis les lettres à l'université d’Utrecht. En 1914 et 1915, il a été rédacteur de la revue estudiantine Propria Cures. De 1926 jusqu'après la deuxième guerre mondiale, il a fait partie à plusieurs reprises de la rédaction du magazine De Gids. Il a également travaillé pendant longtemps comme critique au Nieuwe Rotterdamsche Courant et un court moment dans des éditions familiales. 
Il a vécu deux fois en couple, officiellement jusqu'en 1950 avec la femme écrivain Netty Wind qui publiait sous le nom de A.H. Nijhoff, puis après le décès prématuré de cette dernière, avec l'actrice Georgette Hagedoorn. De 1933 environ jusqu'en 1947, il a eu avec Josine van Dam van Isselt une longue liaison qui a été très importante, en particulier pour ses activités de traducteur.
Ses débuts en tant que poète ont eu lieu en 1916, lorsqu’est paru De wandelaar. En 1924, il a publié Hij Vormen. En des vers romantiques, il a exprimé ses sentiments de peur, sa solitude et sa nostalgie de l'enfant sauvage. Il l'a fait en général dans un néerlandais facile.
Dans les poèmes narratifs d’« Awater » (de Nieuwe Gedichten (Poésies nouvelles), 1934) et « Het uur U » (1936/37), il sait décrire d'une manière qui lui est propre le mystère derrière les choses et les évènements de tous les jours dans un style qui de plus en plus tend vers la langue parlée.
Nijhoff a également eu du succès avec trois jeux bibliques, réunis dans Het heilige hout (Le bois sacré, 1950). Il était aussi célèbre comme traducteur de poésies et de pièces de théâtre. En 1953 a été créé le Prix Martinus-Nijhoff, qui est décerné chaque année pour une traduction depuis le néerlandais et vers le néerlandais. La même année lui a été conféré à titre posthume le Prix Constantijn Huygens pour l'ensemble de son œuvre.
Jusque vers 1947 environ Nijhoff a été lié d’amitié avec le peintre Pyke Koch, artiste appartenant au réalisme magique. Koch a conçu pour Nijhoff quelques décors de théâtre tandis que Nijhoff écrivait des poèmes sur quelques tableaux de Koch, comme Le Stand de tir, à l'occasion du mariage du peintre. 
Martinus Nijhoff repose avec Georgette Hagedoorn dans la tombe de famille du cimetière de Westduin à La Haye-Sud. Depuis avril 2010 une nouvelle pierre tombale remplace l’ancienne sculpture, un ange sur une petite colonne, le monument funéraire ayant été endommagé peu après l'enterrement.

## Ce qui caractérise les travaux de Nijhoff
Par sa préférence pour la forme du sonnet, Nijhoff ressemble à un poète traditionnel, ce qui ne l'empêche pas d'être plutôt moderne. C'est un sens moderne de la langue qu'il représente, une poétique moderne avec un sens moderne de la vie. En fait, il a essayé de revaloriser dans la poésie le mot ordinaire. De moeder de vrouw en est un bon exemple : la langue parlée sous la forme d'un sonnet. Par là il s'est opposé radicalement à l'art de la parole des Tachtigers. De plus, il place en premier lieu l'autonomie du poème. Pour Nijhoff le poème existe indépendamment du poète. Par là il a pris parti dans le débat « la forme ou le fond » et il est entré en conflit avec les conceptions des poètes de Forum (périodique littéraire néerlandophone) comme Menno ter Braak et Edgar du Perron. Il considérait que le rôle de la poésie était d'apporter quelque chose d'humain dans un monde déshumanisé, nouveau et technologique. À côté de motifs comme la mère, l'enfant, le soldat, des motifs chrétiens viennent souvent aussi au premier plan de son travail.

## Un jugement
« Un poète néerlandais vraiment bon, c’est Nijhoff. Son poème Awater est le poème qui comptera, une des plus grandes œuvres de poésie dans ce siècle. C’est quelque chose de complètement différent. C’est l’avenir de la poésie, à mon sens, ou au moins voilà quelque chose qui trace la route vers un futur des plus intéressants ».

## Prix obtenus
- 1925 - Prijs van Amsterdam pour Vormen
- 1953 - Prix Constantijn Huygens pour l'ensemble de son œuvre